# 疏羽碎米蕨
疏羽碎米蕨（学名：Cheilanthes belangeri）为中国蕨科碎米蕨属下的一个种。